# Unione Liberale (Paesi Bassi)
L'Unione Liberale (in olandese: Liberale Unie) fu un partito politico dei Paesi Bassi operativo dal 1885 al 1921.
Nel 1921 confluì nel Partito Liberale di Stato, insieme alla Lega dei Liberali Liberi, alla Lega Economica, al Partito Neutrale e al Partito della Classe Media.

## Risultati
| Elezione         | Voti    | %     | Seggi    |
| ---------------- | ------- | ----- | -------- |
| Legislative 1887 |         |       | 48 / 100 |
| Legislative 1888 | 96.157  | 40,72 | 46 / 100 |
| Legislative 1891 | 86.888  | 42,19 | 53 / 100 |
| Legislative 1894 | 82.099  | 49,79 | 57 / 100 |
| Legislative 1897 | 126.199 | 30,50 | 48 / 100 |
| Legislative 1901 | 107.249 | 27,94 | 26 / 100 |
| Legislative 1905 | 164.376 | 28,18 | 34 / 100 |
| Legislative 1909 | 106.086 | 17,80 | 20 / 100 |
| Legislative 1913 | 128.706 | 16,74 | 20 / 100 |
| Legislative 1917 |         |       | 21 / 100 |
| Legislative 1918 | 83.173  | 6,19  | 6 / 100  |